# Andreas Pohle

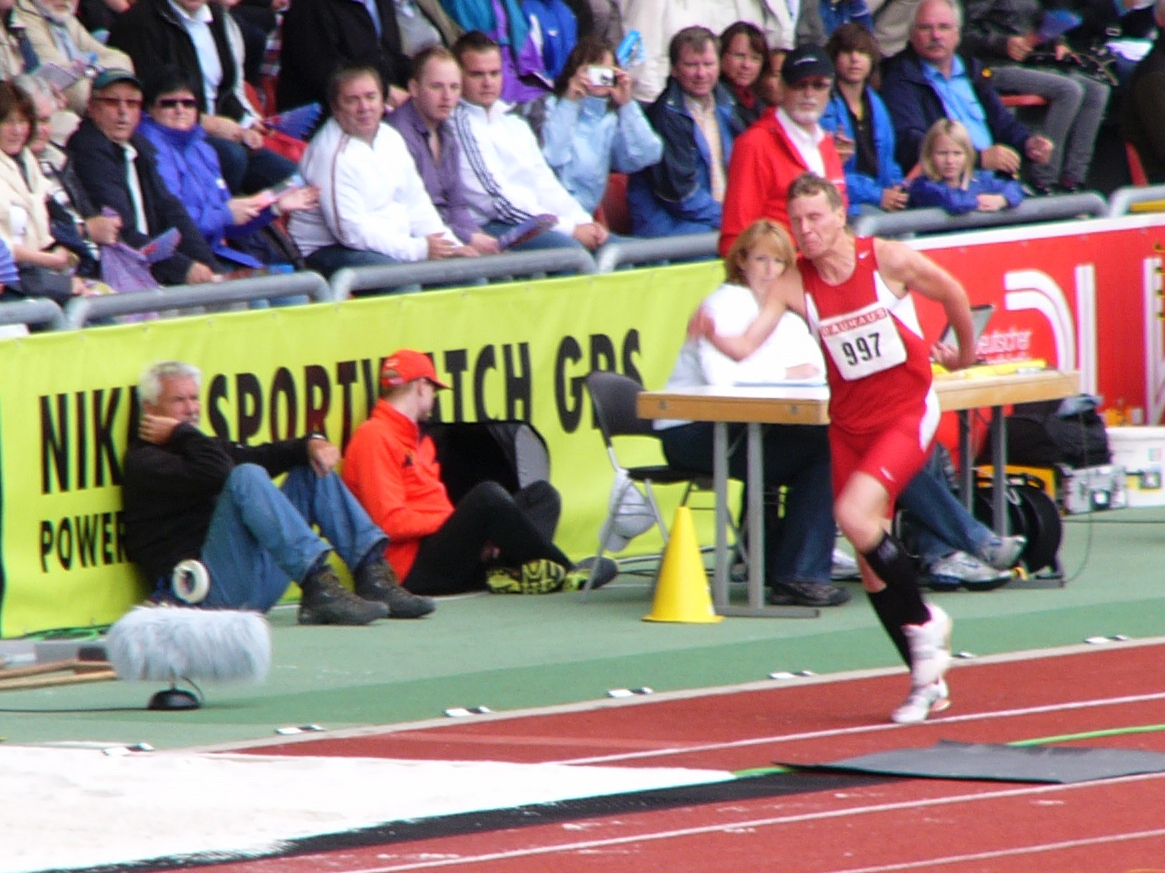
Andreas Pohle bei den Deutschen Meisterschaften 2011

Andreas Pohle (* 6. April 1981 in Erfurt) ist ein deutscher Dreispringer. Er startet für den ASV Erfurt. Seine Trainerin ist Annelie Jürgens.
Er gehört derzeit zu den besten Dreispringern in Deutschland. 2006 gewann er die Deutschen Meisterschaften in Ulm. Dort ersprang er eine Weite von 16,97 m. Er war der einzige deutsche Dreispringer der die Qualifikationsnorm für die Europameisterschaften in Göteborg überbot. Wegen starker Leistungsschwankungen in der Saison wurde er vom DLV jedoch aus dem Kader für die Europameisterschaften wieder gestrichen. Er sprang beim Meeting in Leverkusen zum Beispiel nur eine Weite von 16,11 m.
Seine Bestweite erzielte er 2004, als er bei den Deutschen Meisterschaften 16,99 m sprang. Im Weitsprung steht seine Bestmarke bei 7,97 m (2002).
Andreas Pohle ist 1,78 m groß und 65 kg schwer.
Der Olympiateilnehmer von 2004 war bei der Deutschen Bundeswehr.

## Erfolge
- Teilnahme an den Olympischen Spielen 2004 im Dreisprung
- Neunter bei den U23-Europameisterschaften 2003 im Dreisprung
- Teilnahme an den U23-Europameisterschaften 2001 im Weitsprung und im Dreisprung
- Teilnahme an den U20-Weltmeisterschaften 2000 im Hochsprung
- Teilnahme an den Europameisterschaften 2002 im Weitsprung
- Teilnahme an den Halleneuropameisterschaften 2007 im Dreisprung
- Deutscher Meister im Dreisprung 2004
- Deutscher Meister im Dreisprung 2006
- Deutscher Meister im Dreisprung 2007
- Deutscher Meister im Dreisprung 2009
- Deutscher Meister im Dreisprung 2010
- Deutscher Meister im Dreisprung 2011
- Deutscher Meister im Dreisprung 2012
- Deutscher Meister im Dreisprung 2013
- Deutscher Hallenmeister im Dreisprung 2005
- Deutscher Hallenmeister im Dreisprung 2007
- Deutscher Hallenmeister im Dreisprung 2010
- Deutscher Hallenmeister im Dreisprung 2011
- Deutscher Hallenmeister im Dreisprung 2012
- Deutscher Juniorenmeister im Weitsprung 2001
- Deutscher Jugendmeister im Hochsprung 2000

## Leistungsentwicklung
| Jahr | Alter | Dreisprung | Weitsprung |
| ---- | ----- | ---------- | ---------- |
| 2001 | 20    | 16,15      | 7,77       |
| 2002 | 21    | 16,35      | 7,97       |
| 2003 | 22    | 16,27      | 7,68       |
| 2004 | 23    | 16,99      | 7,41       |
| 2005 | 24    | 16,24      | 7,67       |
| 2006 | 25    | 16,97      | 7,55       |
| 2007 | 26    | 16,72      | 7,79       |
| 2008 | 27    | 16,50      | 7,26       |
| 2009 | 28    |            |            |
| 2010 | 29    |            |            |
| 2011 | 30    | 16,59      |            |